# Мітрідат V Евергет
Мітрідат V Евергет (*д/н —120 до н. е.) — 7-й цар Понту у 150 до н. е.—120 до н. е. роках.

## Життєпис
Мітрідат V Евергет є сином Фарнака I, царя Понту, та Ніси, доньки Антіоха III Селевкіда. Став царем Понту у 150 році, після смерті свого дядька Мітрідата IV, однак чеканка мітрідатовою вдовою тетрадрахми від свого імені дозволяють говорити про те, що ще якийсь час молодий цар Мітрідат V Евергет продовжував ділити владу зі своєю тіткою-регентшею Лаодикою. Коли і за яких обставин він отримав, нарешті, одноосібну владу, невідомо.
Першою самостійною акцією молодого царя була відправка в 149 році до н. е. на допомогу римлянам кількох військових кораблів і невеликого допоміжного загону проти карфагенян. Це стало показовою акцією на підтримку дружніх відносин з Римом, тобто молодий цар задекларував продовження зовнішньої політики батька.
Вся подальша діяльність Мітрідата V Евергета була спрямована на зміцнення зв'язків з Римом і проведення проримської політики. За прикладом свого попередника він намагався максимально використовувати для цього зв'язки Понтійського царства з грецькими полісами Східного Середземномор'я, насамперед, Афінами і Делосом. Зокрема цар здійснював великі пожертвування, на знак яких було залишено чимало записів. У 129 році до н. е. гімнасіарх Селевк з Марафону звів статую Мітрідата V Евергета на знак його благодіянь на адресу гімнасія.
Покровительство провідним грецьким полісам і святиням було переведене в Понті в ранг державної політики. Про це свідчать монети — дві тетрадрахми Евергета із зображенням стародавньої культової статуї VI століття до н. е. Аполлона Делоського, скульпторів Тектея і Ангеліона.
Також у 131—130 роках до н. е. допомагав придушувати повстання Аристоніка у колишньому Пергамському царстві.
Сприяв еллінізації свого царства, кількість греків зросла в адміністрації та торгівлі. При цьому зібрав велику армію, яка складалася із найманців з Фракії, Криту, Еллади.
Водночас Мітрідат V започаткував політику союзу із сусідніми державами: було укладено шлюбний договір з Сирією та Каппадокією. Також спрямовував значні пожертви храмам Афін та Делосу, що сприяло підвищенню авторитета царя. В союзі з Нікомедом II, царем Віфінії, розділив землі у Фригії. За заповітом Пилемена, царя Пафлогонії, отримав у спадок це царство.
Мітрідата V було отруєно в його палаці в Сінопі. За цією змовою стояли знатні понтійці, можливо, також дружина царя при підтримці Риму.

## Родина
Дружина — Лаодіка VI (д/н—113 до н. е.), донька Антіоха IV Селевкіда, царя Сирії
Діти:
- Лаодіка, дружина Аріарата VI, царя Каппадокії
- Мітрідат, цар Понту у 120—63 роках до н. е.
- Мітрідат Хрест (д/н—113 до н. е.)
- Лаодіка (130/129—90 до н. е.), дружина Мітрідата VI, царя Понту
- Ніса (д/н—63 до н. е.)
- Роксана (д/н—63 до н. е.)
- Статіра (д/н—63 до н. е.)